# Frans Jozef van Battenberg

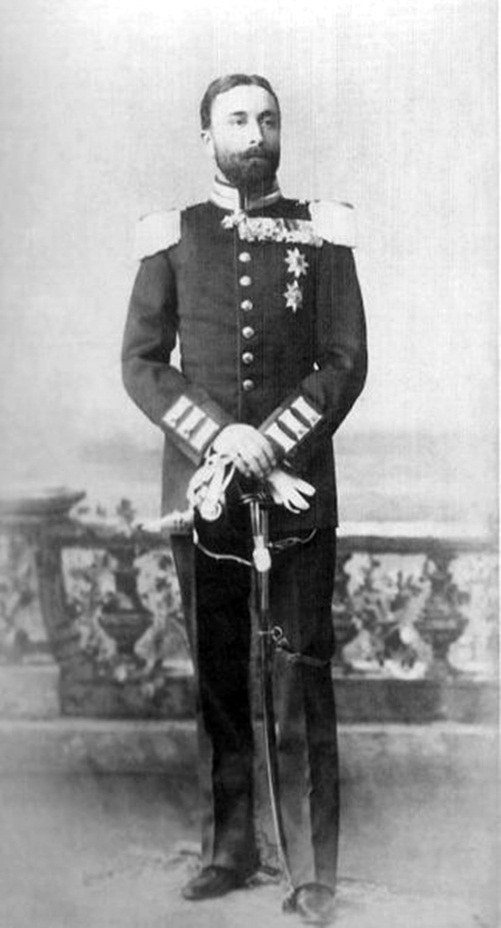
Frans Jozef van Battenberg

Frans Jozef van Battenberg (Padua, 24 september 1861 - Schaffhausen, 31 juli 1924) was een prins uit het Huis Battenberg.
Hij was de jongste zoon van Alexander van Hessen en aan de Rijn uit diens morganatisch huwelijk met Julia van Hauke. 
Hij volgde zijn broer Alexander, die koning van Bulgarije werd en diende als kolonel in de Bulgaarse cavalerie.
Op 19 mei 1897 trouwde hij met prinses Anna van Montenegro, dochter van Nicolaas I van Montenegro en Milena Vukotić. Het huwelijk bleef kinderloos. 